# Chimarrogale platycephalus
Chimarrogale platycephalus е вид бозайник от семейство Земеровкови (Soricidae). Видът не е застрашен от изчезване.

## Разпространение
Разпространен е в Япония.